# 永太镇 (中江县)
永太镇，是中华人民共和国四川省德阳市中江县下辖的一个乡镇级行政单位。2019年12月，撤销瓦店乡，将其所属行政区域划归永太镇管辖。

## 行政区划
永太镇下辖以下地区：
云龙社区、双凤社区、明星村、多宝村、观音村、长远村、柏木村、迎丰村、群益村、新店村、县主村、金桥村、安宁村、桂龙村、印台村、长河村、小桥村、石坝村、五贤村、石羊村、高坝村、西沟村、东沟村、长兴村、青狮村、富平村、石狮村、寨子村、牌坊村和清福村。